# Martin Gächter
Martin Gächter, né le 11 novembre 1939 à Bâle, est un prélat catholique suisse, évêque auxiliaire de Bâle de 1987 à 2014.

## Biographie
Martin Gächter naît le 11 novembre 1939 à Bâle
Il fait ses études à Fribourg, Lucerne, Munich et Paris.  

### Parcours ecclésial
Il est ordonné diacre à Soleure le 17 décembre 1966, puis prêtre le 29 juin 1967 à Delémont. Il occupe ensuite un poste de vicaire à Berne puis à Bâle, et est ensuite nommé curé à Bâle.  
Il est nommé évêque auxiliaire du diocèse de Bâle, et titulaire de Betagbarar, le 3 février 1987, et est ordonné le 28 mai 1987 à Bâle,. Il occupera ce poste pendant plus de 27 ans, sous quatre évêques différents, en exercant notamment comme exorciste,. 
Il prend sa retraite le 22 décembre 2014, atteint par la limite d'âge.